# Stadler Rail
Stadler Rail SA (anche Stadler Rail Group) è una società costruttrice di veicoli ferroviari, con sede a Bussnang, Svizzera.
Si è anche specializzata in prodotti di nicchia, ed è in particolare una delle ultime aziende produttrici di veicoli per ferrovie a cremagliera, che ne fa di fatto il fornitore principale soprattutto per tutte le ferrovie private svizzere.
Al 2023 Stadler conta nel mondo circa 14 500 dipendenti .

## Storia
La Stadler venne fondata nel 1942 da Ernst Stadler. Nel 1945 Stadler inizia a produrre locomotive ad accumulatore e diesel presso Wädenswil e nel 1962 si trasferisce a Bussnang. Nel 1976 diventa società anonima col nome di Stadler Fahrzeuge AG e viene acquistata nel 1989 da Peter Spuhler, attuale proprietario e presidente del consiglio d'amministrazione. Nel 2013 Stadler ha costruito il nuovo stabilimento a Fanipal' (Regione di Minsk, Bielorussia) che produce i treni FLIRT, KISS e vagoni del tram Stadler-856 Metelitsa.

## Produzione

### Trasporto regionale e metropolitano

#### GTW

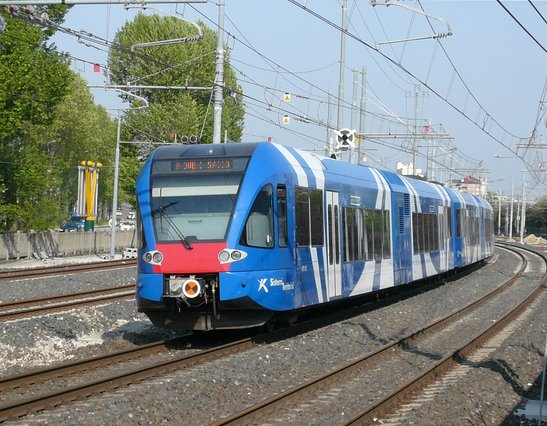
Un GTW 4/12 di ST

I GTW (Gelenktriebwagen, automotrice articolata) sono una famiglia veicoli ferroviari leggeri per trasporto locale che sono caratterizzati dal modulo costruttivo particolare che vede tutto il convoglio spinto da una o più sezioni motrici sulle quali si appoggiano, a due a due, i moduli esterni dotati di carrelli. La società classifica questi veicoli sulla base del rapporto tra il numero di assi motori e il numero totale. Il modello base con due assi motori su un totale di sei è quindi classificato come GTW 2/6. Da quest'ultimo sono derivati il GTW 2/8 (due assi motori su otto), il GTW 4/8 (quattro assi motori su otto; questa versione non è mai stata ordinata) e il GTW 4/12 (quattro assi motori su dodici). Queste automotrici articolate possono essere a trazione diesel o elettrica.

#### FLIRT

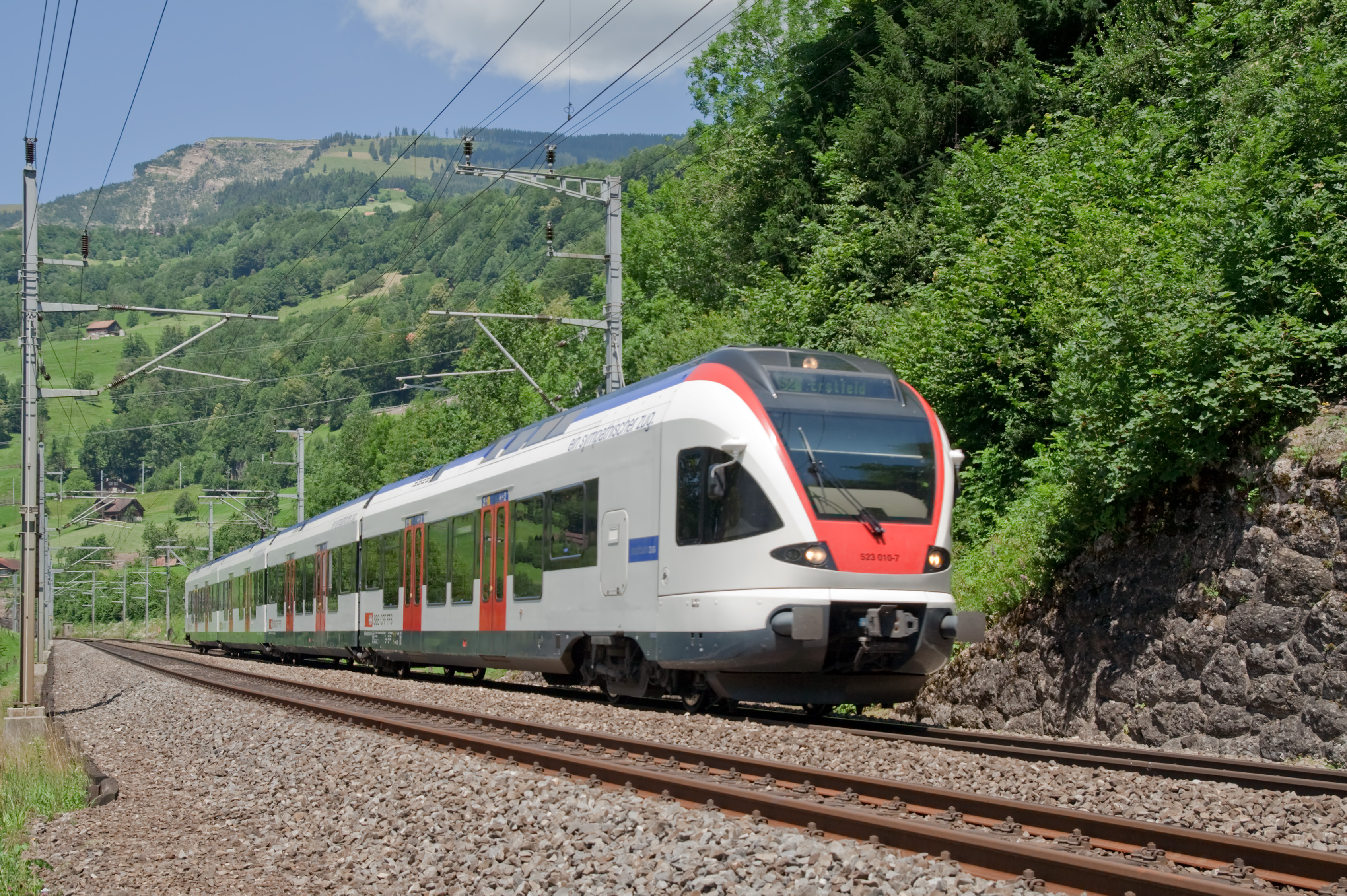
Un FLIRT delle FFS

Il FLIRT (Flinker Leichter Innovativer Regional-Triebzug, treno regionale agile, leggero e innovativo) è un elettrotreno composto, secondo le versioni, da due a sei casse con carrelli intermedi condivisi.

##### FLIRT H₂
Per le tratte in cui i treni diesel sono ancora in uso, Stadler ha sviluppato il FLIRT H₂ ad idrogeno, con un sistema a batterie. Il primo FLIRT H₂ è stato venduto negli USA nel 2019, consegnando il primo treno a idrogeno per il trasporto ferroviario di passeggeri americano.

#### KISS
I KISS (acronimo dal tedesco Komfortabler Innovativer Spurtstarker S-Bahn-Zug, treno suburbano confortevole, innovativo e scattante) sono una famiglia di elettrotreni a due piani. Originariamente denominati DOSTO (dal tedesco Doppelstock, "doppio piano"), vennero progettati a partire dal 2004, con l'obiettivo di aprire alla Stadler il mercato dei treni a grande capacità.

### Alta velocità

#### SMILE

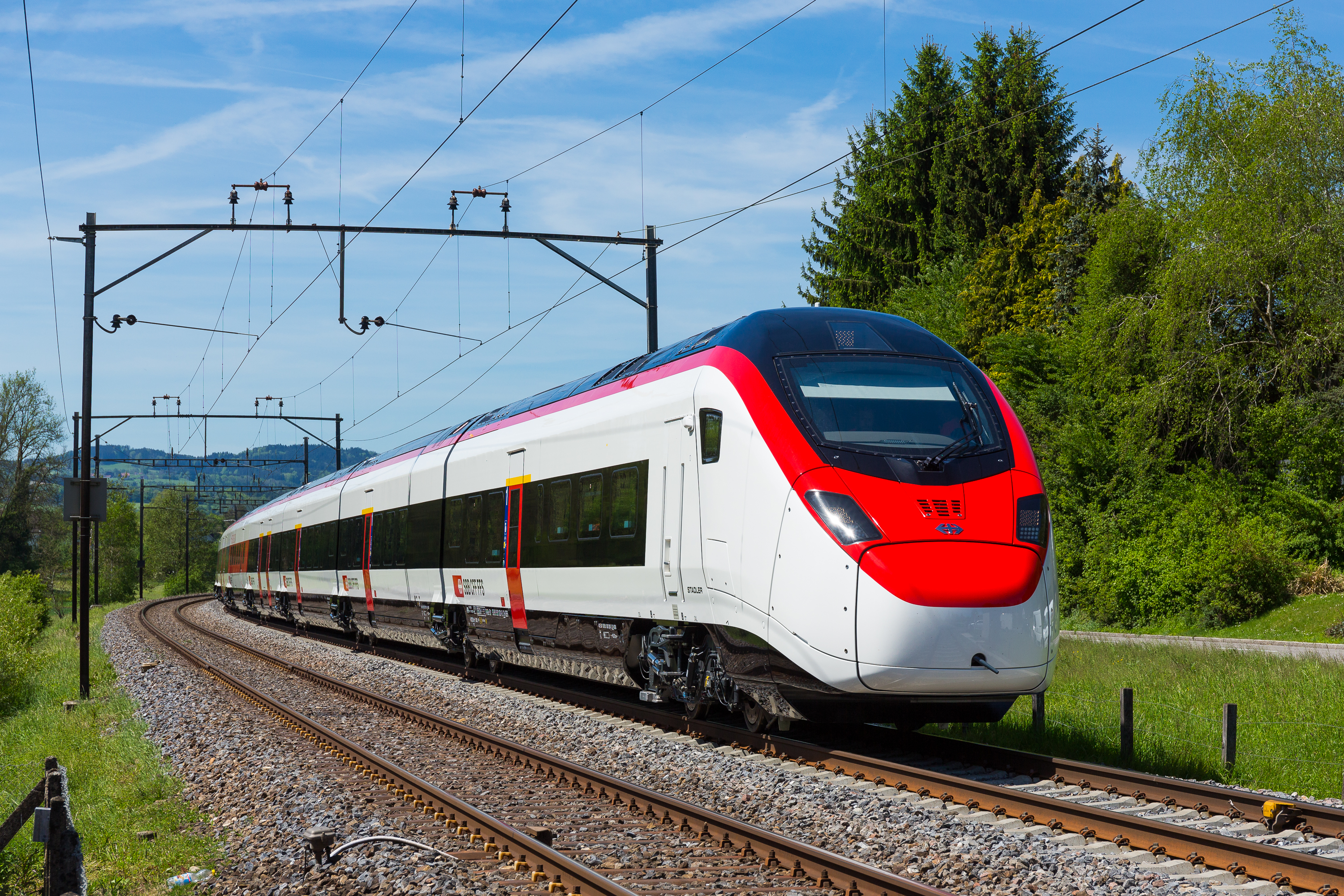
Uno SMILE delle FFS

Lo SMILE (Schneller Mehrsystemfähiger Innovative Leichter Expresszug, treno innovativo, espresso, veloce, leggero e multi-sistema) è un elettrotreno ad alta velocità. Ideato come treno per la galleria del Gottardo, è stato acquistato, nel 2014, in 29 esemplari dalle Ferrovie Federali Svizzere, che lo hanno classificato RABe 501 Giruno.

### Rotabili su misura
Stadler produce anche veicoli personalizzati su richiesta del cliente. In particolare:
- locomotive[9],
- motrici[10] (tra cui le automotrici AdeS per ARST[11], gli elettrotreni panoramici SPATZ per la linea francese del Monte Bianco[senza fonte], gli elettrotreni Allegra della Ferrovia Retica[12], gli elettrotreni ETR 300 della Ferrovia Circumvesuviana e gli autotreni Regio-Shuttle per la Breisgau-S-Bahn),
- automotrici per ferrovie a cremagliera[13] (tra cui le DE M4c.500 delle Ferrovie della Calabria[senza fonte])Una DE M4c.500 delle FC

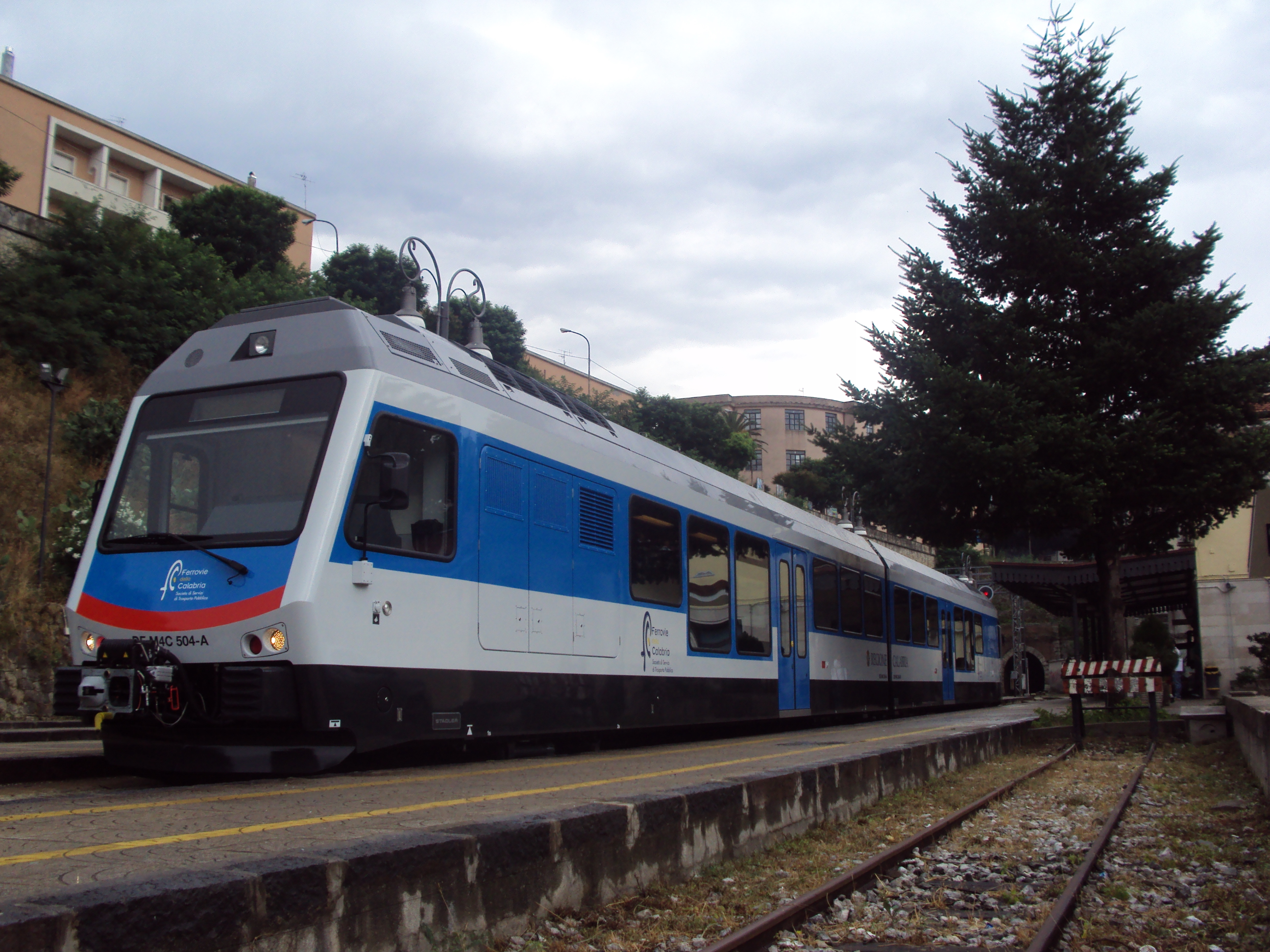
Una DE M4c.500 delle FC

- carrozze[14] (tra cui le carrozze panoramiche del Bernina Express[15]).

### Altri prodotti

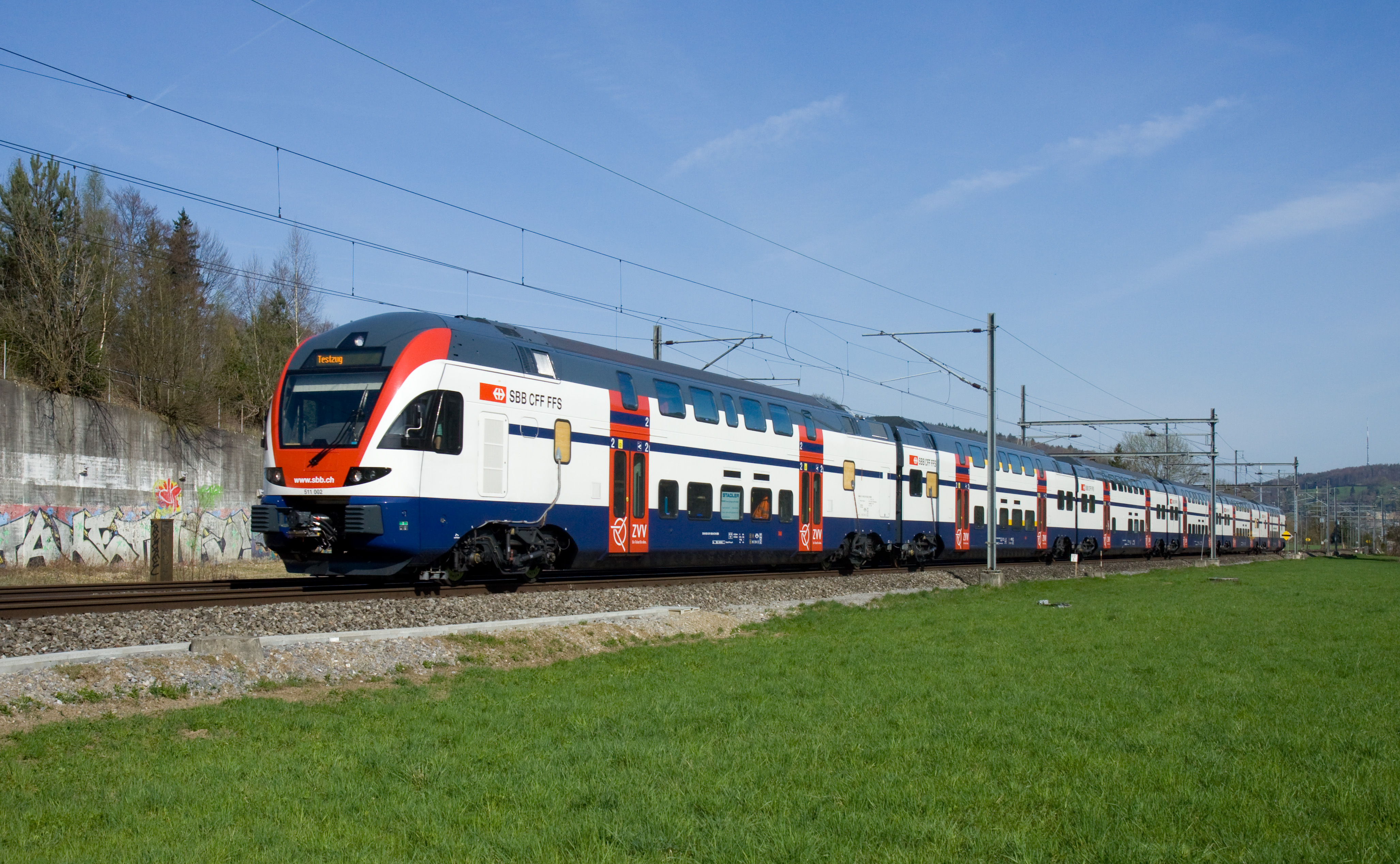
Un KISS delle FFS

- Stadler WINK[17][18]
- Automotrice Stadler
- Tram: Tango[19], Tramlink[20], Variobahn[21], Metelica (o Metelitsa)[22] e Citylink[23].

## Galleria d'immagini

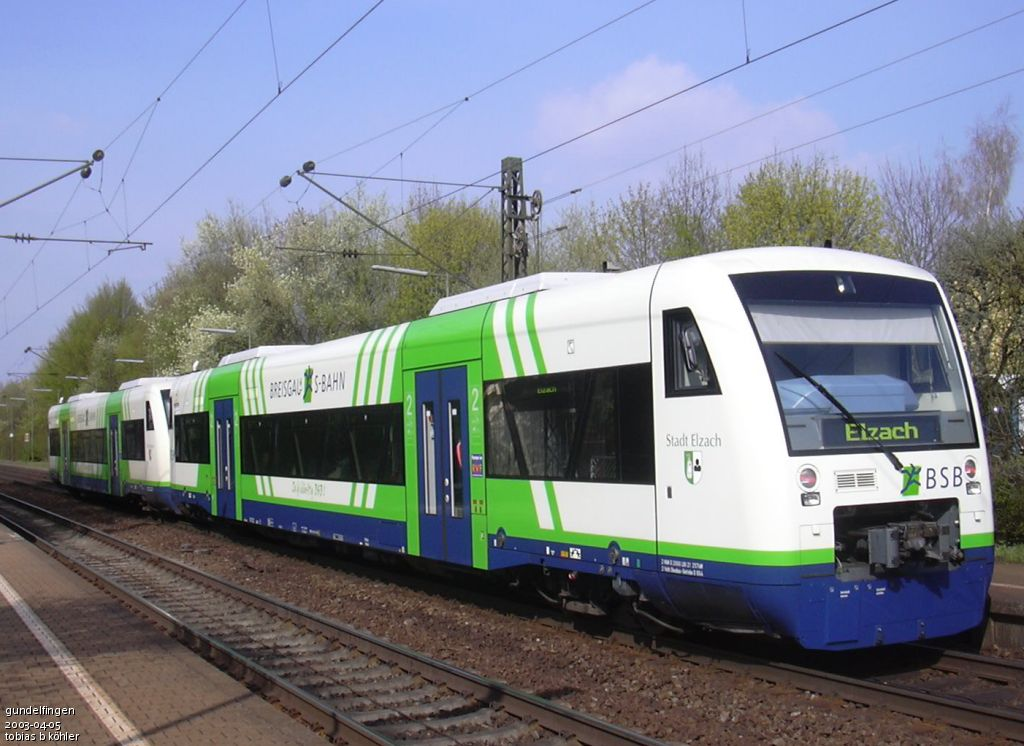
Regio-Shuttle
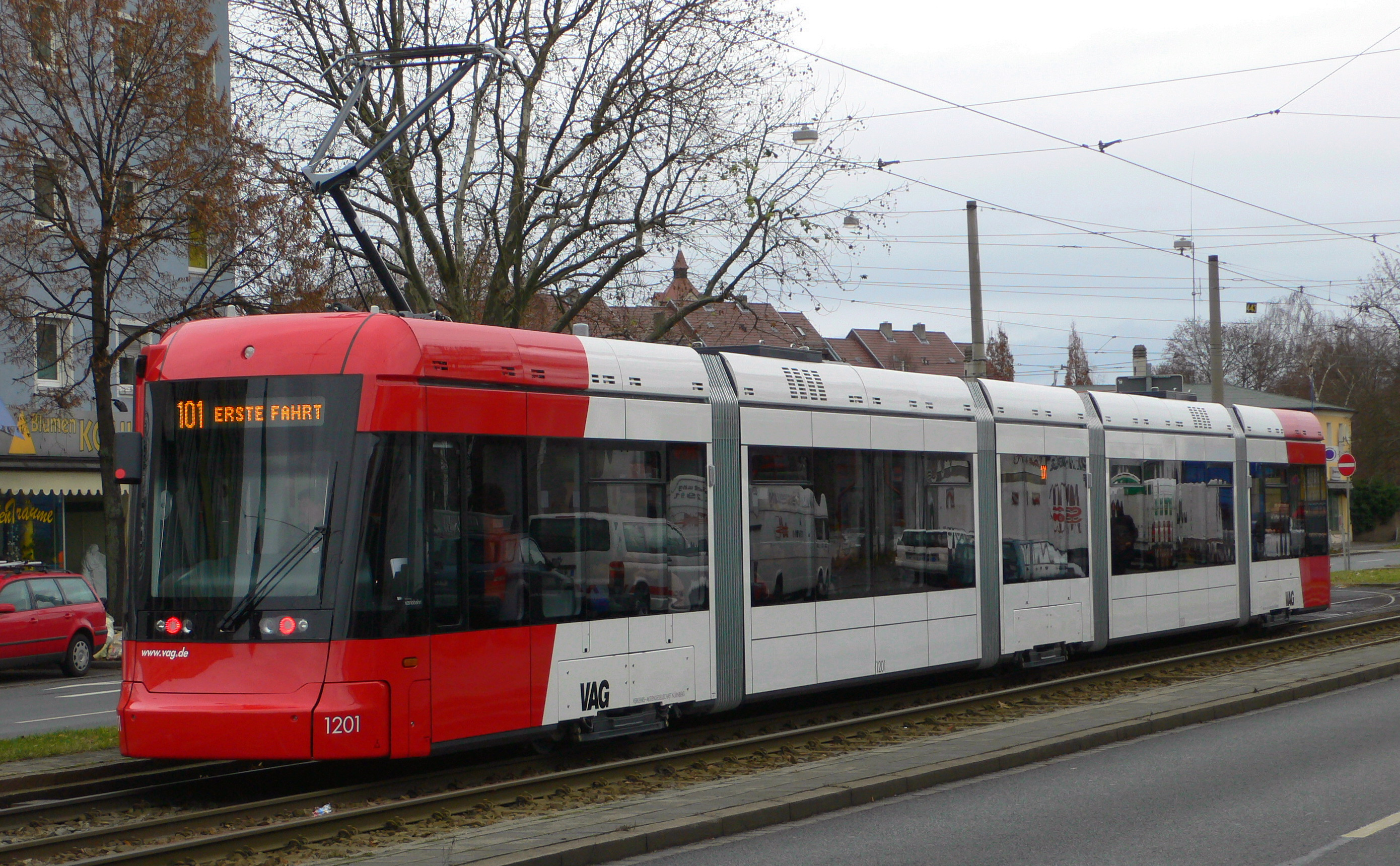
Variobahn
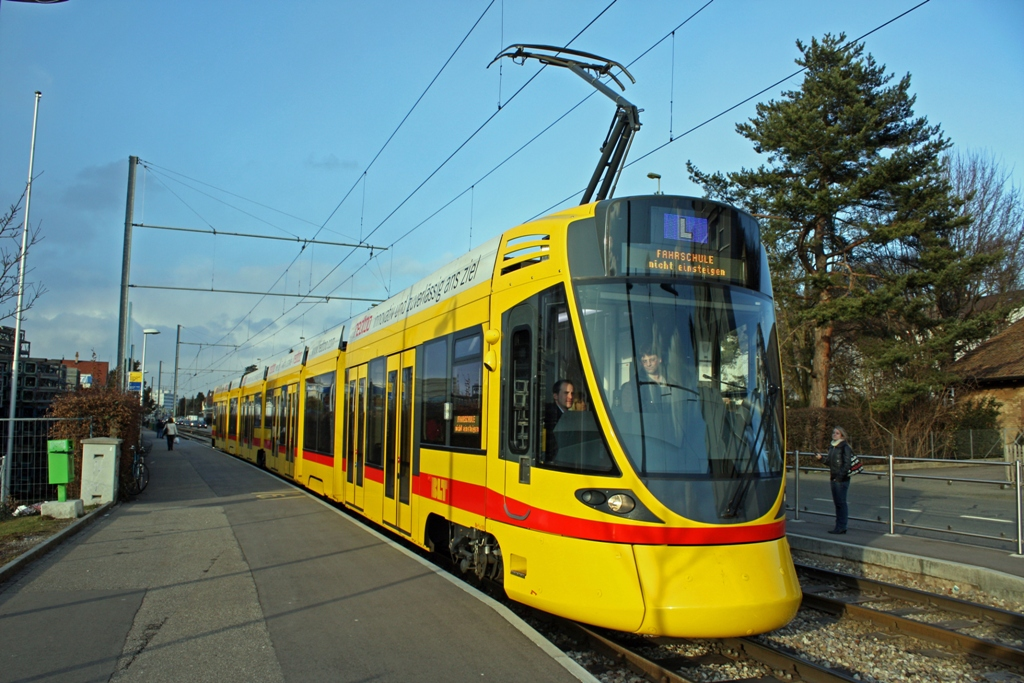
Tango
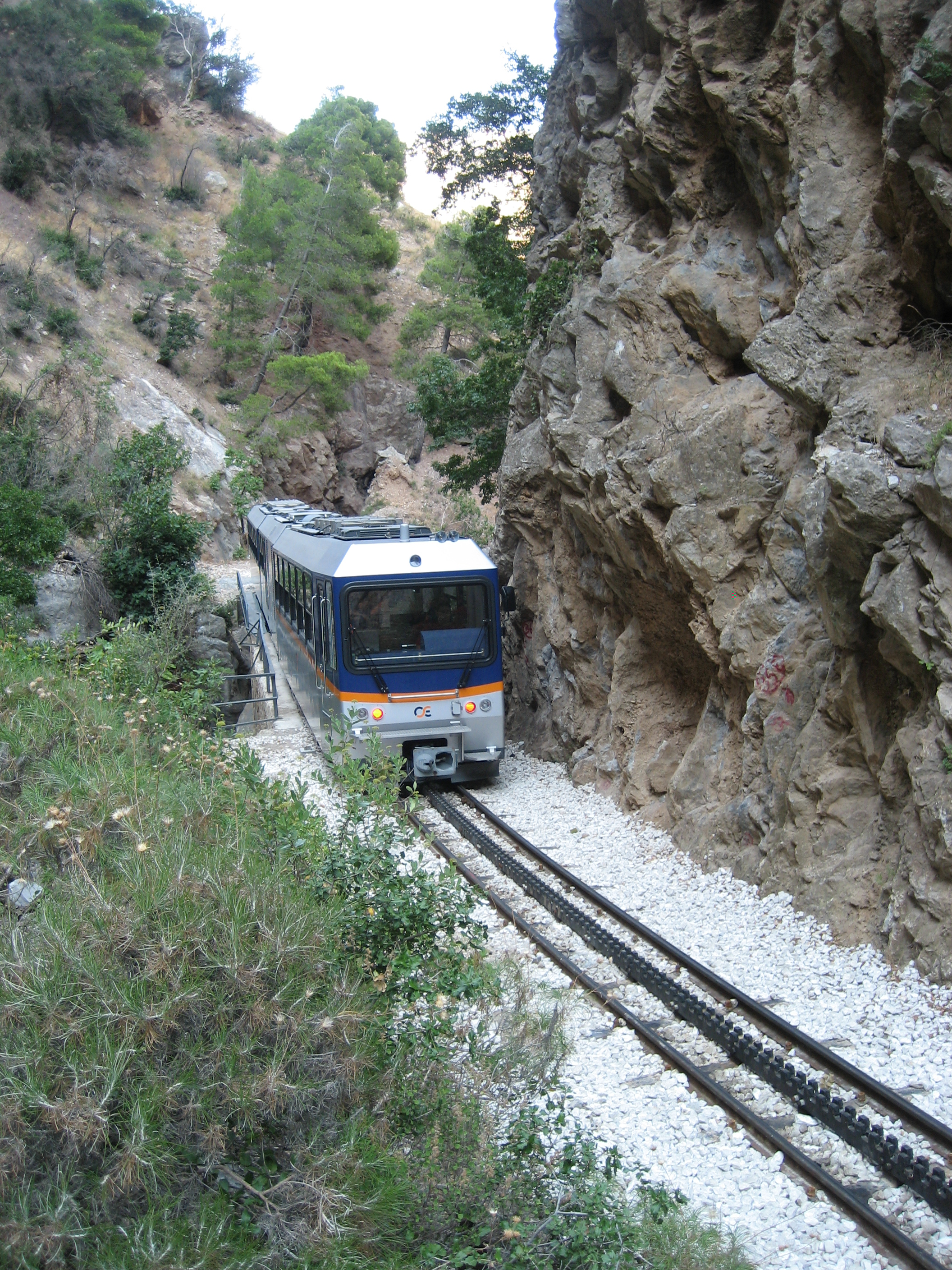
Treno a cremagliera per la ferrovia greca Diakopto-Kalavryta
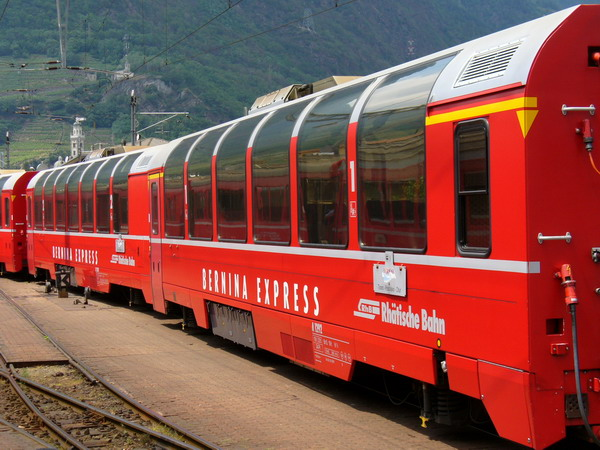
Carrozza panoramica del Bernina Express
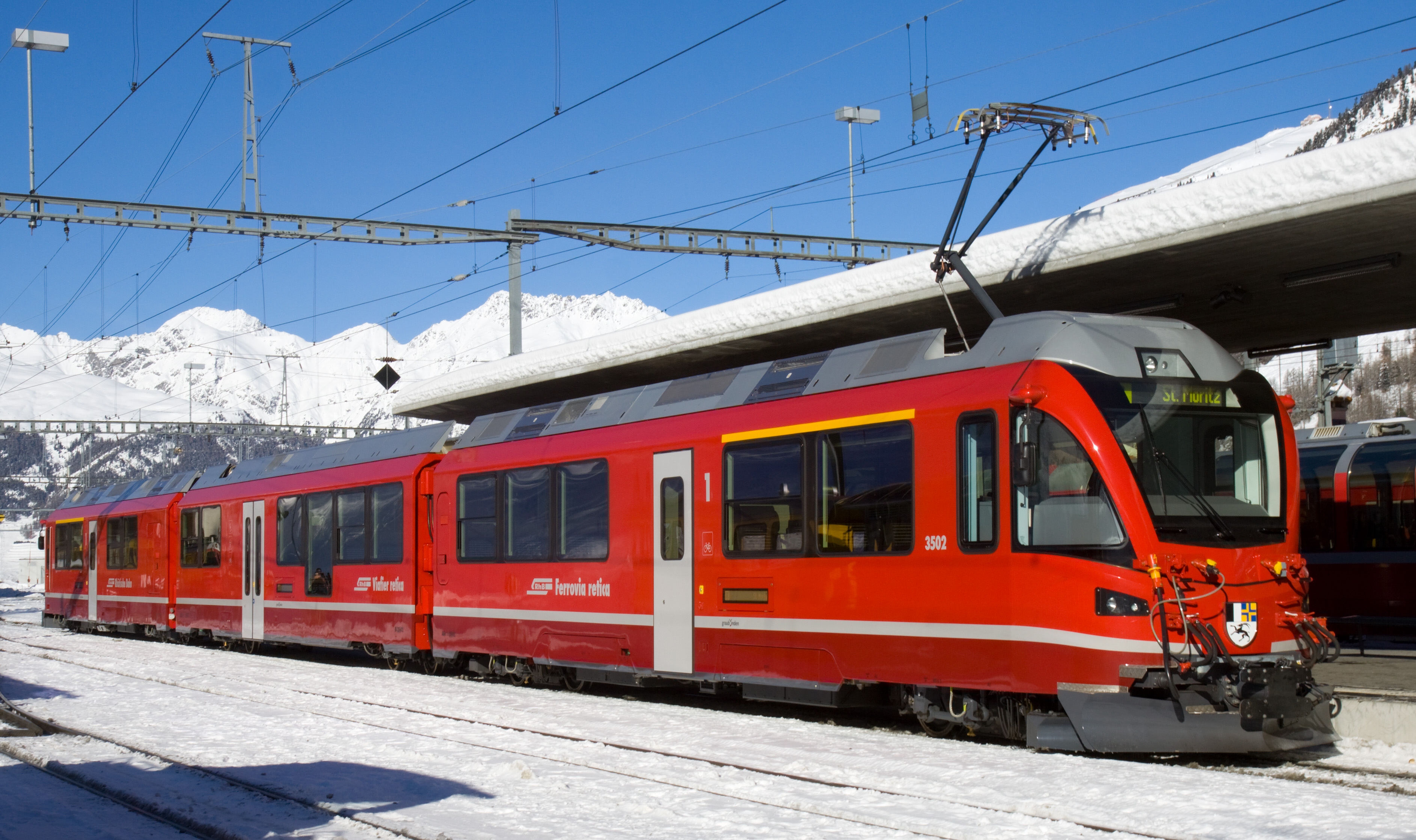
Allegra
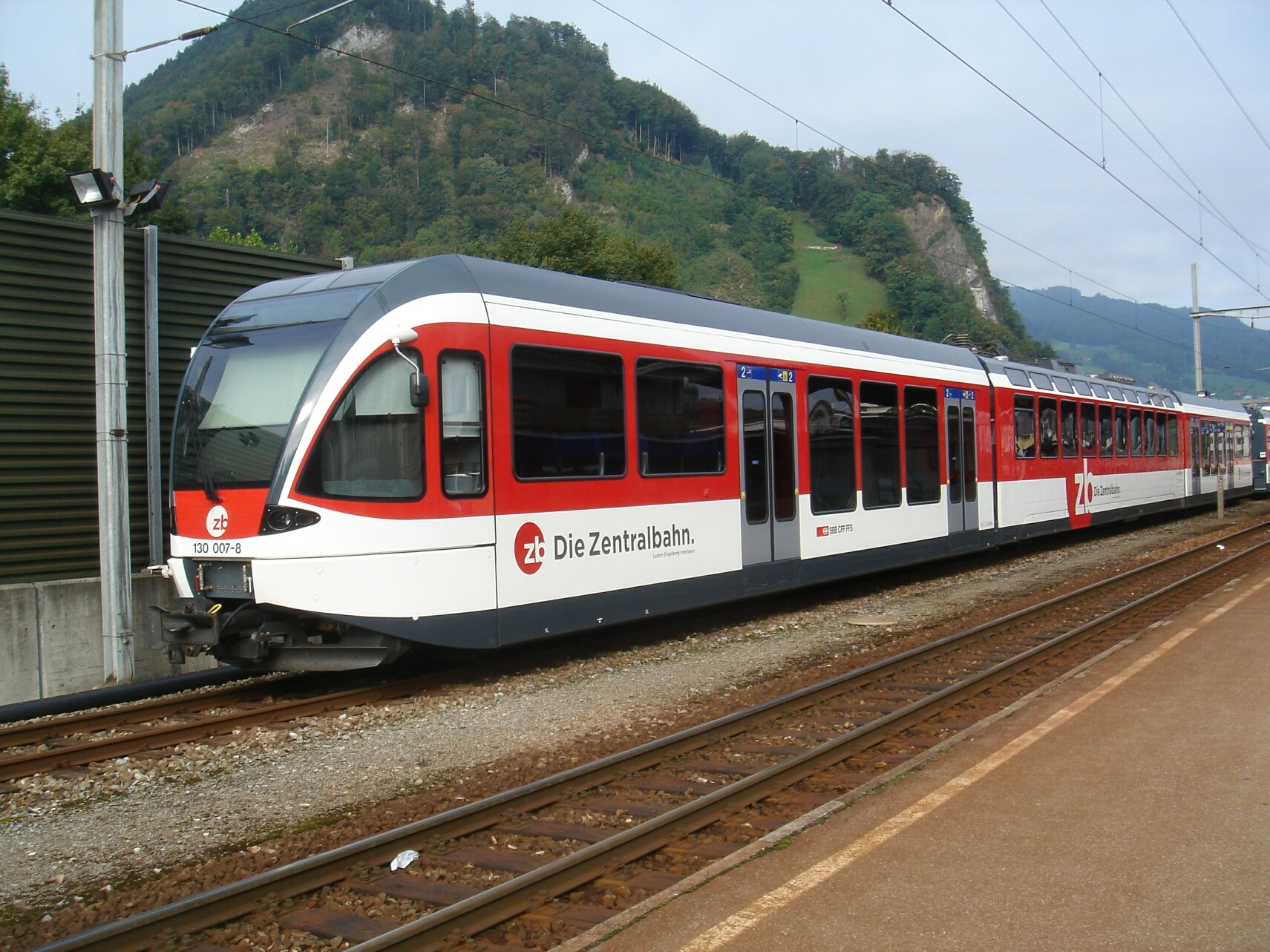
SPATZ
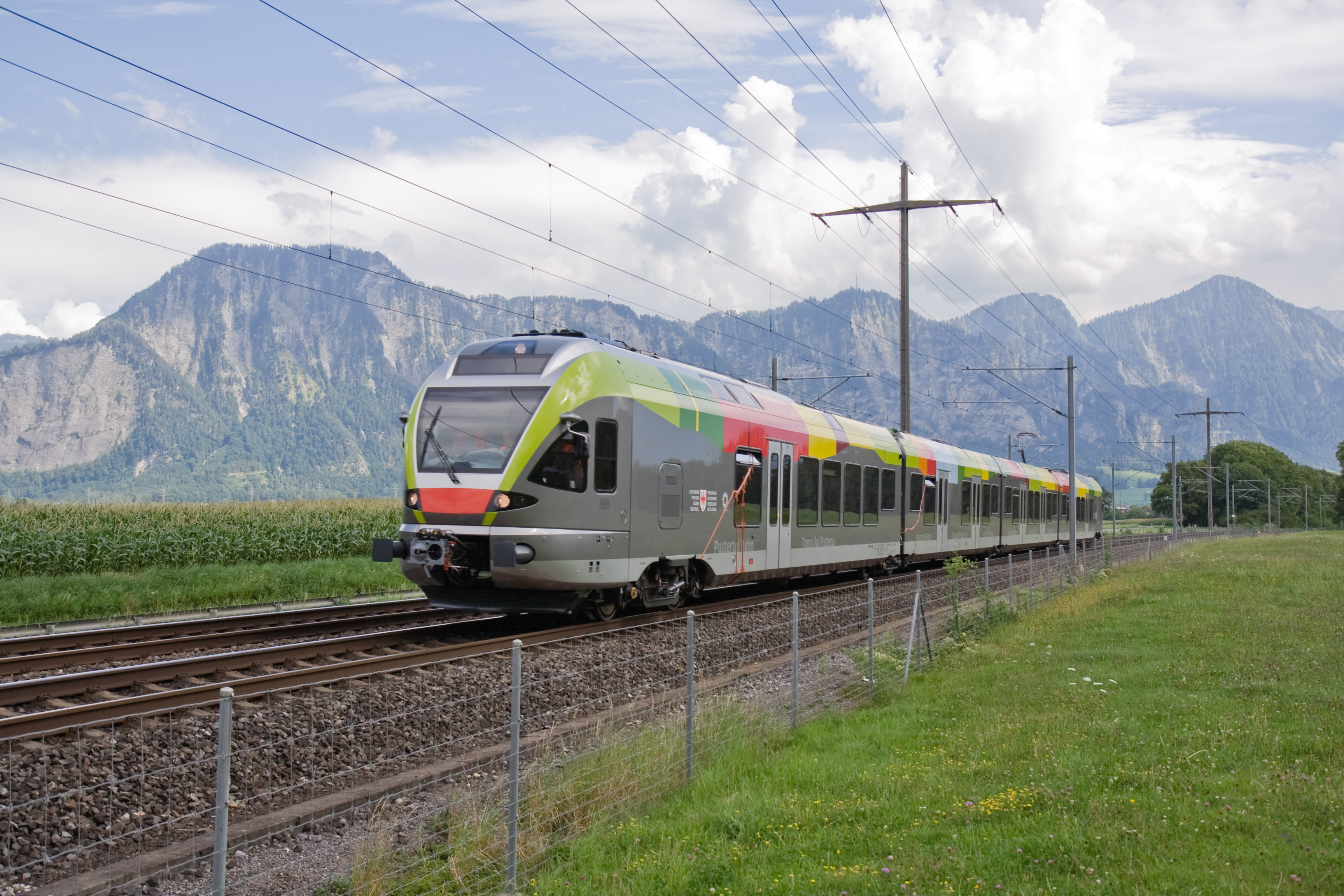
Un ETR 155 FLIRT della SAD
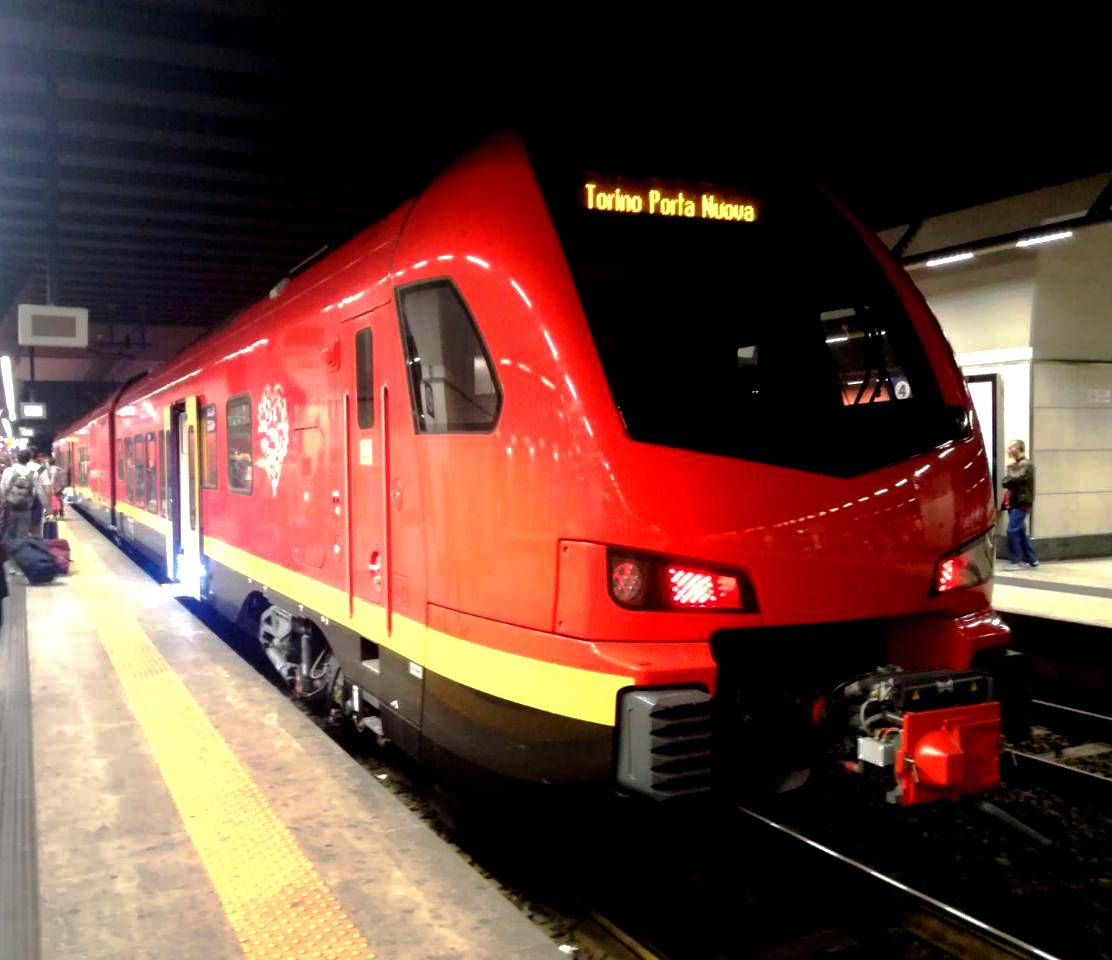
Un BTR 813 FLIRT 3 BMU della Regione Autonoma Valle d'Aosta
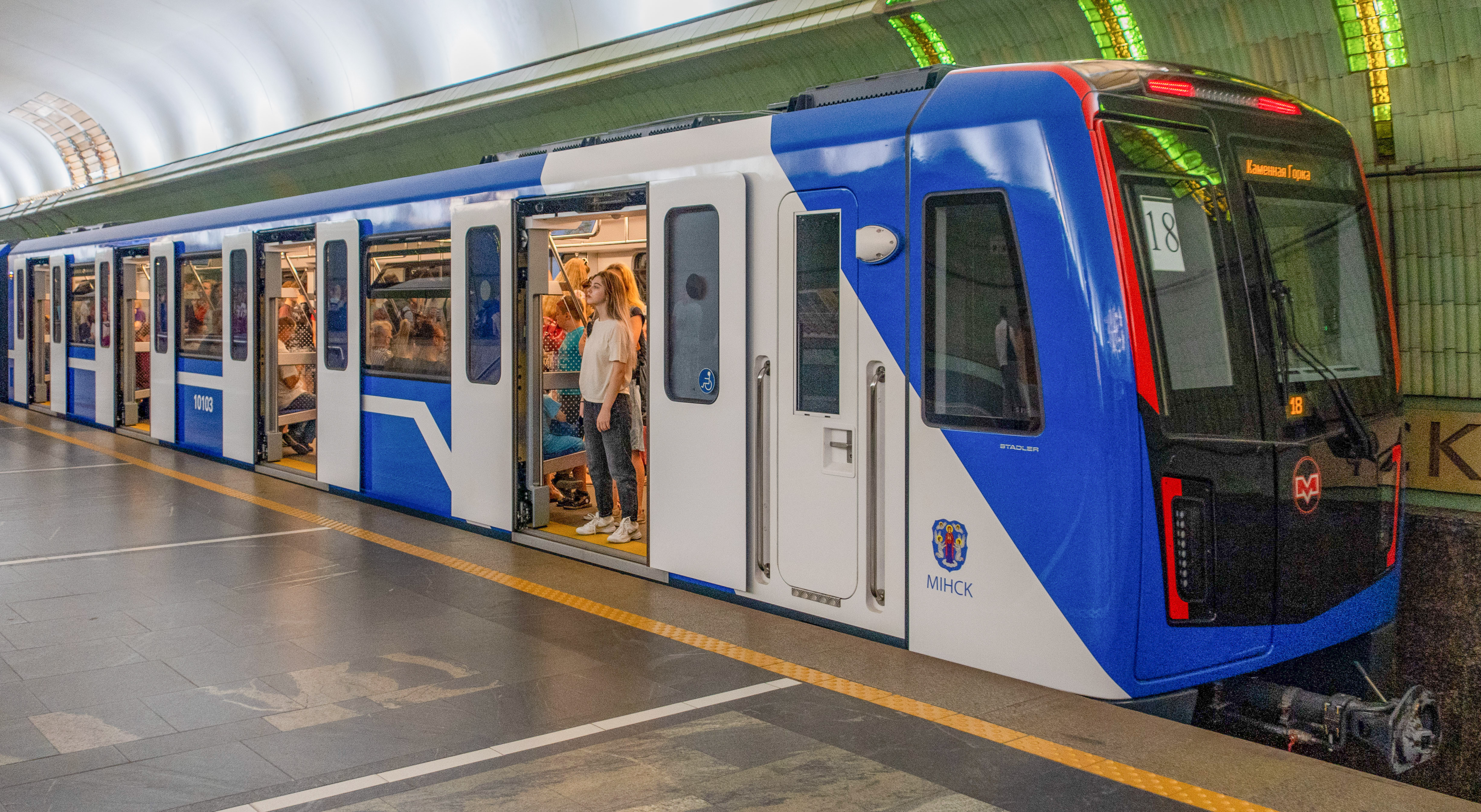
Stadler M110/M111 (Minsk)
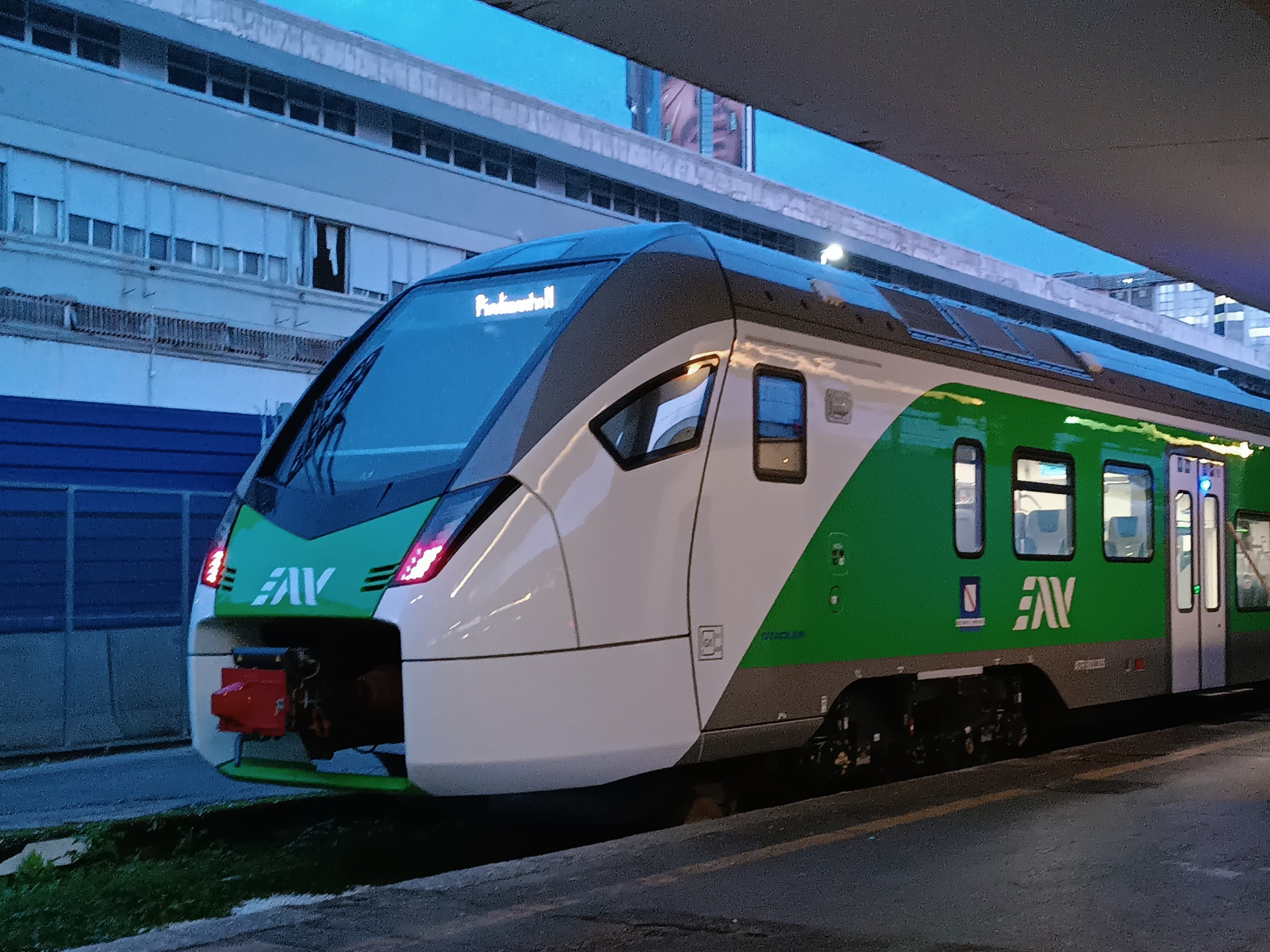
Un autotreno ATR 803 della ferrovia Alifana